# Potpićan
 Potpićan  (olaszul: Sottopedena) falu Horvátországban, Isztria megyében. Közigazgatásilag Kršanhoz tartozik.

## Fekvése
Az Isztriai-félsziget északkeleti részén, Labintól 16 km-re északra, községközpontjától 5 km-re északnyugatra a Pazin – Labin út mellett fekszik.

## Története
Az Isztria legújabb települése, mely egy ma már bezárt szénbánya mellett alakult ki. Az első aknát 1942-ben nyitották és kisebb megszakításokkal az 1980-as évekig üzemelt. 1983-ban a közeli  Tupljakon egy másik aknát is nyitottak. Az első lakóépület a 20. század közepén épült. Iskoláját az 1960-as években alapították. 1977-ben a Labinprogresa csoport három üzemet nyitott a településen (kerámiák, csövek és játékok gyártására). 1890-ben 4, 1948-ban 25 lakosa volt. 2011-ben 515 lakosa volt.

## Lakosság
| Lakosság változása | Lakosság változása | Lakosság változása | Lakosság változása | Lakosság változása | Lakosság változása | Lakosság változása | Lakosság változása | Lakosság változása | Lakosság változása | Lakosság változása | Lakosság változása | Lakosság változása | Lakosság változása | Lakosság változása | Lakosság változása |
| ------------------ | ------------------ | ------------------ | ------------------ | ------------------ | ------------------ | ------------------ | ------------------ | ------------------ | ------------------ | ------------------ | ------------------ | ------------------ | ------------------ | ------------------ | ------------------ |
| 1857               | 1869               | 1880               | 1890               | 1900               | 1910               | 1921               | 1931               | 1948               | 1953               | 1961               | 1971               | 1981               | 1991               | 2001               | 2011               |
| 0                  | 0                  | 0                  | 4                  | 3                  | 0                  | 0                  | 0                  | 25                 | 42                 | 464                | 430                | 421                | 697                | 614                | 515                |

## Nevezetességei
A Jó Pásztor tiszteletére szentelt plébániatemploma 1998-ban épült, az Isztria egyik legújabb és legmodernebb temploma.